# Espártoco VI
Espártoco VI fue un rey del Bósforo que reinó aproximadamente del 160/150 al 150/140 a. C.

## Un príncipe hipotético
La cronología y la genealogía de los últimos espartócidas que reinaron en el reino del Bósforo] en el siglo II a. C., después de la pareja Camasaria Filotecnos y Perisades III no son seguras. Los especialistas han emitido varias hipótesis, a veces contradictorias, que mayoritariamente insertan un rey hipotético de nombre Espártoco:
- Espártoco VI (150-140 a. C.) fue hijo de Perisades IV (170-150 a. C.) y padre de Perisades V (140-111/108 a. C.);[1][2]
- Espártoco V  (160-150 a. C.)  fue hijo de es los hilos de Perisades IV (190-160 a. C.).[3] y reinó conjuntamente con su hermano Leucón III (160-150 a. C.), al cual sucedió Perisades V (150-107 a. C.) ;
- Espártoco VI no existió y Perisades V (125-108 a. C.) sucedió directamente a Perisades IV (150-125 a. C.)[4]